# Antracè
L'antracè o antracé és un hidrocarbur aromàtic policíclic que consta de tres anells de benzè fusionats. És un dels components del quitrà d'hulla. Es fa servir en la producció comercial del tint vermell alazarina i altres tints. L'antracè és incolor però mostra un pic de fluorescència blau sota la llum ultraviolada.
L'any 2010, una forta banda d'absorció d'antracè es va observar en el cúmul obert IC 348, d'estrelles i això podia estar associat a la intervenció d'un núvol molecular.

## Producció
S'obté comercialment del quitrà d'hulla, les impureses comunes són fenantrenè i carbazol. En laboratori el mètode de la reacció d'Elbs és clàssic per obtenir antracè.

## Reaccions
L'antracè es fotodimeritza per l'acció de la llum ultraviolada:

Dímer d'antracè

El dímer es converteix en antracè per la calor o amb irradiació ultraviolada per sota de 300 nm. La dimerització reversible i les propietats fotocròmiques són la base de les aplicacions potencials de l'antracè. La reducció de l'antracè generalment dona 9,10-dihidroantracè (destruint l'aromacitat del seu anell central) més que no pas l'1,4-dihidroantracè (que destrueix l'aromacitat d'un dels seus anells terminals). L'oxidació dona antraquinona, C14H₈O₂ (a sota).

## Usos
L'antracè principalment es converteix en antraquinona, un precursor dels tints.
L'antracè és un semiconductor orgànic. Es fa servir com material que exhibeix luminescència, altrament dit escintil·lador, (scintillator) per a detectors de fotons d'alta eneregia, electrons i partícules alfa. Es pot dopar amb antracè plàstics com el poliviniltoluè per a produir un material plàstic que mostra luminescència usat en la teràpia radiativa. Els pics de l'espectre d'emissió de l'antracè es troben entre 400 nm i 440 nm.
També es fa servir per conservar la fusta, insecticides i material de cobertura.

### Derivats
Derivats que tenen un grup hidroxil són 1-hidroxiantracè i 2-hidroxiantracè, homòlegs al fenol i naftols, i hidroxiantracè (també anomenat antrol, i antracenol) que són farmacològicament actius. 

## Toxicologia
Al contrari que altres hidrocarburs aromàtics, l'antracè no és carcinogen però ha estat inclòs en la llista de substàncies molt preocupants (SVHC) per l'Agència Europea de Productes Químics (ECHA), ja que es considera persistent bioacumulatiu i tòxic (PBT) pels ecosistemes aquàtics.